# Andreas Ciesielski
Andreas Ciesielski (* 2. Oktober 1945 in Rendsburg; † 24. März 2010 in Kückenshagen) war ein deutscher Verleger, Journalist und Fotograf.

## Leben und Wirken
Andreas Ciesielski wuchs in Ost-Berlin auf und absolvierte eine Ausbildung zum Maschinenbauer mit gleichzeitigem Abitur. Nach dem Wehrdienst in der NVA und einem Volontariat wurde er nach einer Parteistrafe Hilfsarbeiter. Er arbeitete freiberuflich; seit 1973 war er unter anderem als Regieassistent im Dokumentarfilmstudio Berlin, Hörspielautor, Fotograf, Moderator, Programmgestalter, Theaterregisseur und Journalist tätig. Nach einer kurzen Festanstellung im Jahr 1990 wurde er am 1. Juli 1992 Verleger.
Von 1989 bis zu seinem Tod lebte Ciesielski in Kückenshagen, Mecklenburg-Vorpommern, wo er neben dem Scheunen-Verlag gemeinsam mit Sabine Kleinschmidt und einem Verein die Kleinkunstbühne Scheune Kückenshagen betrieb.

## Publikationen (Auswahl)
- Die letzte Runde. Militärverlag der DDR, 1976.
- ...und er sagt NEIN! Scheunen-Verlag, 1993.
- Die versunkene Stadt. Scheunen-Verlag, 1999. ISBN 3-934301-03-7.
- Täve. Eine Legende wurde Siebzig. Scheunen-Verlag, 2001. ISBN 3-934301-47-9.
- Das Wunder von Warschau. Scheunen-Verlag, 2005. ISBN 3-934301-83-5.
- Saal im Wandel der Zeit. Eine Chronik. Scheunen-Verlag, 2005. ISBN 3-938398-06-X.
- Mein indisches Tagebuch. Bülten-Verlag, 2005. ISBN 3-938510-13-7.
- [als Hrsg.:] Erich Schulz: Ein Leben für den Radsport. Scheunen-Verlag, 2006. ISBN 3-938398-21-3.
- [als Hrsg.:] Typisch Täve. Scheunen-Verlag, 2006.
- [als Hrsg.:] Das war der Gipfel – oder Angriff der Regierung auf die Demokratie. Scheunen-Verlag 2007. ISBN 978-3-938398-47-0.
- Löwenherz – Aus dem Leben des "Königs der Ausreißer" Jens Voigt. Scheunen-Verlag, 2007. ISBN 978-3-938398-23-4.